# Acapulco Challenger 1992
L'Acapulco Challenger 1992 è stato un torneo di tennis facente parte della categoria ATP Challenger Series nell'ambito dell'ATP Challenger Series 1992. Il torneo si è giocato a Acapulco in Messico dal 27 aprile al 3 maggio 1992 su campi in terra rossa.

## Vincitori

### Singolare
Leonardo Lavalle ha battuto in finale  Luis Herrera con il punteggio di 0–6, 6–3, 6–3

### Doppio
Royce Deppe /  Brent Haygarth hanno battuto in finale  Gustavo Guerrero /  Roberto Saad con il punteggio di 6–3, 4–6, 7–6